# 2266 Tchaikovsky
2266 Tchaikovsky (1974 VK) là một tiểu hành tinh nằm phía ngoài của vành đai chính được phát hiện ngày 12 tháng 11 năm 1974 bởi L. Chernykh ở Nauchnyj.